# Bakkeveense Duinen
Das Fauna-Flora-Habitat-Gebiet Bakkeveense Duinen (deutsch: Bakkeveener Dünen) liegt auf dem Gebiet der Gemeinde Bakkeveen in der niederländischen Provinz Friesland. Das 258 ha große Schutzgebiet gehört zum europäischen Schutzgebietsnetz Natura 2000. Es umfasst die Binnendünenlandschaft östlich der Ortslage von Bakkeveen. Das Gebiet zeichnet sich durch verschiedenen Heide- und Moorlebensräume aus.
Das Gebiet wurde im Jahr 1998 FFH-Gebiet vorgeschlagen. 2004 erfolgte die Bestätigung als Gebiet gemeinschaftlicher Bedeutung (SCI) und 2013 die Ausweisung als Besonderes Erhaltungsgebiet (SAC).

## Schutzzweck

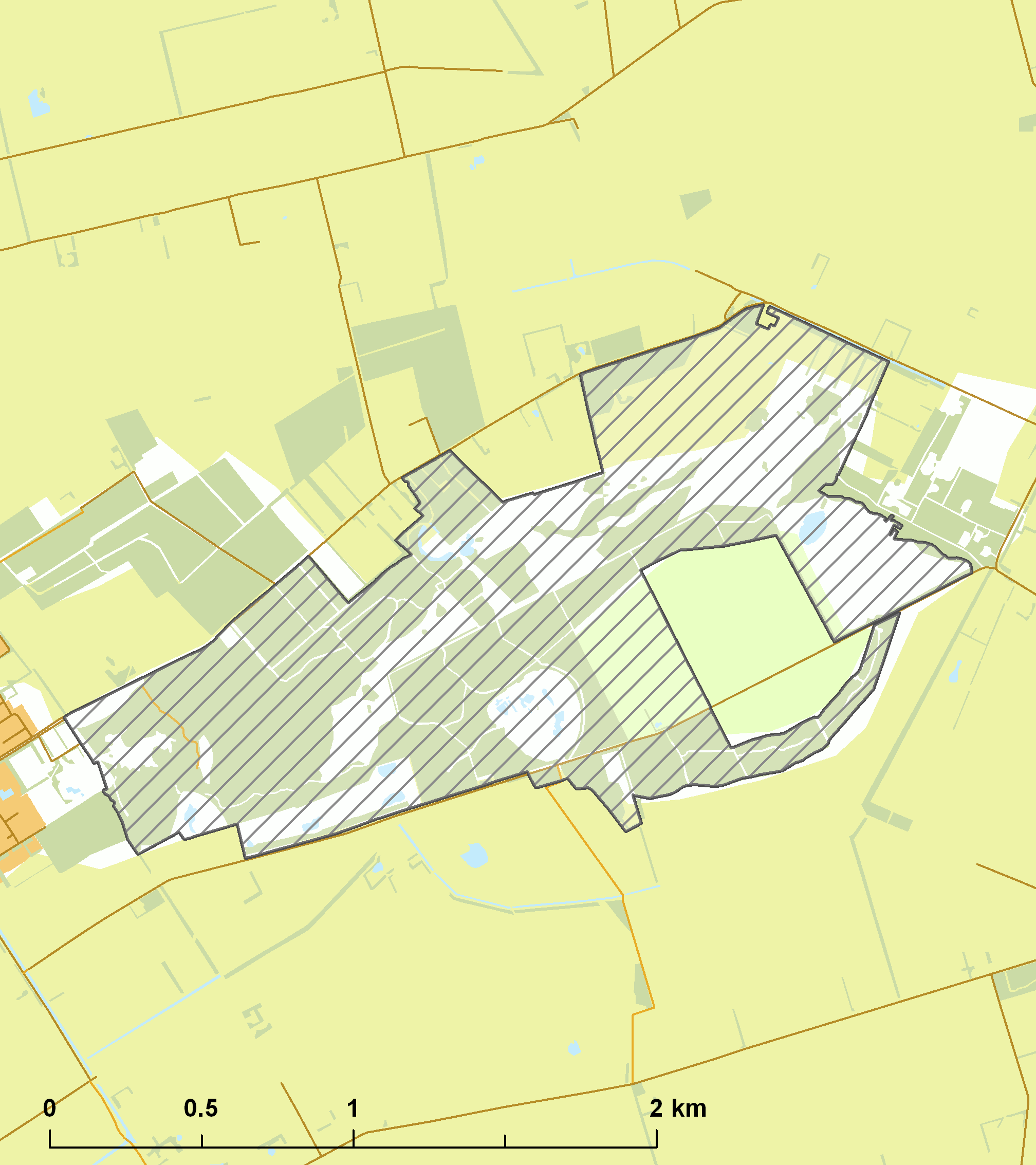
Karte des Schutzgebiets (schraffiert)

### Lebensraumtypen
Folgende Lebensraumtypen nach Anhang I der FFH-Richtlinie kommen im Gebiet vor; prioritäre Lebensraumtypen sind mit * gekennzeichnet:
| EU Code | * | Lebensraumtyp (offizielle Bezeichnung)                                                            | Fläche (ha) |
| ------- | - | ------------------------------------------------------------------------------------------------- | ----------- |
| 2310    |   | Trockene Sandheiden mit Calluna und Genista                                                       | 23,8        |
| 2320    |   | Trockene Sandheiden mit Calluna und Empetrum nigrum                                               | 14,6        |
| 2330    |   | Atlantische Salzwiesen (Glauco-Puccinellietalia maritimae)                                        | 0,63        |
| 3130    |   | Dünen mit offenen Grasflächen mit Corynephorus und Agrostis                                       | 0,58        |
| 3160    |   | Dystrophe Seen und Teiche                                                                         | 0,84        |
| 4010    |   | Feuchte Heiden des nordatlantischen Raumes mit Erica tetralix                                     | 2,73        |
| 4030    |   | Trockene europäische Heiden                                                                       | 11,3        |
| 6230    | * | Artenreiche montane Borstgrasrasen (und submontan auf dem europäischen Festland) auf Silikatböden | 7,09        |
| 7110    | * | Lebende Hochmoore                                                                                 | 0,85        |
| 7150    |   | Torfmoor-Schlenken (Rhynchosporion)                                                               | 0,28        |